# Orden de palabras
En lingüística, la tipología del orden de palabras es el estudio del orden de los constituyentes sintácticos de una lengua y de los diferentes órdenes que pueden emplear diferentes lenguas. Esta clasificación se interesa también por las correlaciones existentes entre los órdenes de lenguas de diferente tipología sintáctica. Dentro de los órdenes de palabras, es objeto principal de interés, el orden de los constituyentes de una oración, es decir, el orden relativo del sujeto, el objeto y el verbo; el orden de los complementos (adjetivos, numerales, demostrativos, posesivos y adjuntos) de un sintagma nominal; y el orden de los adverbiales.
Algunas lenguas utilizan un orden de palabras relativamente restrictivo y recurren, a menudo, al orden de los constituyentes para transmitir la información gramatical importante. Otras, con frecuencia aquellas que aportan esa información gramatical a través de la flexión, permiten una mayor flexibilidad, que puede servir para codificar información de carácter pragmático mediante procedimientos como la tematización o la focalización. La mayoría de lenguas, sin embargo, muestran una predilección por un solo orden de palabras. Otros órdenes de palabras alternativos, en el caso de existir, se consideran marcados.
Las lenguas acusativas, las cuales contemplan una clase principal de sustantivos y oraciones entre las que se incluyen el sujeto y el objeto, describen, en su mayoría, el orden de los constituyentes tomando como referencia el verbo conjugado (V) y sus argumentos, el sujeto (S) y el objeto (O).
Teóricamente existen seis órdenes básicos para configurar la oración transitiva. La inmensa mayoría de las lenguas del mundo siguen, bien el patrón sujeto-verbo-objeto (SVO), o el patrón sujeto-objeto-verbo (SOV). Existen también un número menor, aunque importante, de lenguas cuyo orden de palabras es verbo-sujeto-objeto (VSO). Los tres esquemas restantes son especialmente poco comunes. El orden verbo-objeto-sujeto (VOS) es algo más frecuente que el orden objeto-sujeto-verbo (OSV) y el orden objeto-verbo-sujeto (OVS) es significativamente más inusual que los dos anteriores.

## Orden de las palabras
Estos son todos los órdenes posibles que pueden seguir el sujeto, el verbo y el objeto, del más al menos común (en los ejemplos se emplea ella como sujeto, comió como verbo y pan como objeto):
- El orden SOV es el que emplean el mayor número de lenguas distintas. El coreano, el mongol, el turco, las lenguas indoarias y las lenguas dravídicas son ejemplos de lenguas que siguen este patrón de orden. A pesar de que el orden básico de algunos idiomas, como el persa, el latín o el quechua, sea también  SOV, estos siguen en menor medida las tendencias generales que presentan otras lenguas del mismo tipo. La oración traducida Ella pan comió sería correcta gramaticalmente en este tipo de lenguas.
- Entre las lenguas SVO se encuentran el inglés, las lenguas romances, el búlgaro, el macedonio, el serbocroata,[8] las variedades del chino y el suajili. Ella comió pan
- Algunos ejemplos de lenguas VSO son el árabe clásico, el hebreo bíblico, las lenguas celtas insulares o el hawaiano. Comió ella pan es gramaticalmente correcto en lenguas de este tipo.
- El fiyiano y el malgache son ejemplos de lenguas VOS. Comió pan ella
- Entre las lenguas OVS se encuentra el hixkaryana. Pan comió ella
- Algunos ejemplos de lenguas OSV son el xavante y el guarao. Pan ella comió

En ocasiones los patrones son más complejos: El alemán, el neerlandés, el afrikáans y el frisón presentan un orden SOV en las oraciones subordinadas y un orden V2 en las oraciones principales. Aun así, el patrón más común es SVO. Así, según lo descrito anteriormente, SVO sería el orden no marcado en este caso.
Una gran cantidad de lenguas sintéticas tales como el latín, el griego, el persa, el rumano, el asirio, el ruso, el turco, el coreano, el japonés, el finés y el euskera no siguen un orden de palabras estricto, de hecho, la estructura de la oración es altamente flexible y refleja el contenido pragmático de la expresión.
Las lenguas que presentan un alto grado de topicalidad ordenan las oraciones con el objetivo de enfatizar la estructura tópico-comentario de las mismas. A pesar de ello, es común que exista un orden de palabras dominante. En latín y en turco el orden más frecuente, sin contar la poesía, es SOV; y en finés el patrón de orden SVO es tanto el más frecuente como el obligatorio cuando la marca de caso no consigue desambiguar las funciones de los argumentos. Del mismo modo en que las lenguas pueden tener diferentes órdenes de palabras en contextos diferentes, estas pueden también presentar órdenes tanto fijos como libres. Por ejemplo, el ruso sigue un orden SVO relativamente fijo en las oraciones transitivas pero un orden mucho más flexible (SV o VS) en las oraciones intransitivas Se pueden tratar este tipo de casos codificando las oraciones transitivas e intransitivas por separado. El símbolo S representaría solamente al argumento de una oración intransitiva y A al actor o agente de una oración transitiva (el símbolo O de objeto se podría reemplazar también por una P de paciente). Así, el ruso sigue un patrón de orden fijo AVO pero un orden SV o VS flexible. Mediante este enfoque, la descripción del orden de palabras puede aplicarse más fácilmente a las lenguas que no cumplen los criterios de la sección anterior. Por ejemplo, las lenguas mayas se han descrito como VOS, un patrón de orden bastante poco común. Sin embargo, son lenguas ergativo-absolutivas cuyo orden de palabras más específico es VS en construcciones intransitivas y VOA en construcciones transitivas y en las que los argumentos S y O desencadenan el mismo tipo de concordancia con el verbo. De hecho, se ha llegado a la conclusión de que muchas lenguas que habían sido consideradas VOS son finalmente ergativas como las lenguas mayas.

## Funciones del orden de los constituyentes
Un orden de palabras fijo o prototípico es una manera, entre las múltiples que existen, de facilitar el procesamiento de la semántica de la oración y de reducir la ambigüedad. Uno de los métodos que permiten reducir la ambigüedad del discurso (evitarla por completo es probablemente imposible) es el orden fijo de argumentos y de otros constituyentes. Esto funciona gracias a la naturaleza lineal del discurso. Otro método consiste en etiquetar los constituyentes de algún modo, por ejemplo, con una marca de caso, a través de la concordancia o empleando otro tipo de marca. El orden de palabras fijo reduce la expresividad pero las marcas añadidas aumentan la carga informativa del discurso. Precisamente por esto, los órdenes de palabras rígidos raramente coexisten con marcas morfológicas estrictas. El alemán y el persa son contraejemplos de ello.
Al observar los patrones del discurso, se descubre que la información ya aportada previamente (el tópico) tiende a preceder a la nueva información (el comentario). Además, es más probable que se hable de los participantes que realizan la acción (en especial de los seres humanos) (en el tópico) que de las cosas que sufren las acciones (como unas naranjas siendo comidas). Si aceptamos que estos participantes suelen ser de naturaleza topical y que el tópico se sitúa, a menudo, al inicio de la oración, entonces, estos participantes tenderán a ocupar una posición inicial en la oración. Esta tendencia podría causar que a nivel gramatical los participantes ocuparan una posición privilegiada de la oración, el sujeto.
Las funciones del orden de palabras mencionadas pueden afectar la frecuencia de los diferentes patrones de orden de palabras: La gran mayoría de las lenguas poseen un orden en el que S precede a O y a V. Se ha podido comprobar que el hecho de que V preceda a O o de que O preceda a V representa una diferencia muy significativa con importantes consecuencias para el orden de palabras de la frase.
Por otro lado, se pueden aplicar los conocimientos existentes sobre el orden de palabras para identificar las relaciones temáticas de los sintagmas nominales de una oración de un idioma desconocido. Si resulta posible identificar el verbo de una oración y se sabe que la lengua es estrictamente acusativa SVO, entonces se puede saber también que la frase Grob smock Blug indica probablemente que Grob es el smock, es decir, la cosa o persona que realiza la acción y que Blug es la entidad que ha sido smockeada. Sin embargo, dado que los órdenes de palabras muy estrictos no son frecuentes en la práctica, las aplicaciones de este tipo de estudios del orden de palabras no suelen ser eficaces.

## Historia del orden de los constituyentes
En un artículo de Murray Gell-Mann y Merritt Ruhlen desarrollado en el ámbito de la lingüística comparativa, se afirma que originalmente el orden de palabras de las lenguas del mundo era SOV. El documento compara un análisis de 2135 lenguas con un «supuesto árbol filogenético» de lenguas y concluye que las variaciones en el orden de palabras tienden a seguir trayectorias determinadas y que la transmisión del orden de palabras es en gran medida vertical (es decir, siguiendo el árbol filogenético de la ascendencia) en vez de horizontal (por zonas, es decir, por difusión). De acuerdo con este análisis, el antepasado más reciente de los idiomas que se conocen en la actualidad se hablaba en fechas lo suficientemente recientes como para poder reconstruir, en la mayoría de los casos, toda la trayectoria evolutiva del orden de palabras.
Se especula sobre cómo las lenguas celtas desarrollaron el orden de palabras VSO. Se ha planteado la hipótesis de un sustrato afroasiático, pero las investigaciones actuales no lo consideran razonable, entre otros motivos porque los afroasiáticos y los celtas los celtas no estuvieron en contacto en el periodo en cuestión.

## Orden de palabras de los sintagmas y ramificaciones
El orden de los constituyentes de un sintagma puede variar tanto como el orden de los constituyentes de una oración. Normalmente se estudian los sintagmas nominales y adposicionales. En el caso del sintagma nominal, se analiza si los siguientes complementos se colocan delante o detrás de núcleo nominal.
- adjetivo (roja casa vs. casa roja)
- determinante (esta casa vs. casa esta)
- numeral (dos casas vs. casas dos)
- posesivo (mi casa vs. casa mi)
- oración relativa (la por mi construida casa vs. la casa construida por mi)

Con respecto al sintagma adposicional, se estudia si los idiomas emplean preposiciones (en Londres) o posposiciones (Londres en), o ambas (habitualmente con diferentes adposiciones a ambos lados).
Se observan varias correspondencias entre el orden de palabras de la oración y el orden de los constituyentes del sintagma. Por ejemplo, las lenguas SOV, por lo general, sitúan los complementos delante del núcleo y utilizan posposiciones. Las lenguas VSO tienden a colocar los complementos detrás del núcleo y emplean preposiciones. En el caso de las lenguas SVO, ambos órdenes son comunes.
El francés (lengua SVO), por ejemplo, emplea preposiciones (dans la voiture, à gauche) y sitúa los adjetivos detrás (une voiture spacieuse). A pesar de ello, una pequeña porción de los adjetivos se colocan habitualmente delante del núcleo (une grande voiture). Por otro lado, en inglés (también SVO) los adjetivos preceden casi siempre a los sustantivos (a big car) y los adverbios pueden estar situados en ambas posiciones. Sin embargo, es más común encontrarlos delante (greatly improved). (En inglés existe una cantidad muy pequeña de adjetivos que se colocan detrás del núcleo como, por ejemplo, extraordinaire que mantiene su posición original cuando se emplea como préstamo del francés).

## Orden de palabras pragmático
Algunas lenguas no tienen un orden de palabras fijo y, a menudo, utilizan una cantidad significativa de marcas morfológicas para desambiguar las funciones de los argumentos. Sin embargo, algunas lenguas presentan un orden de palabras fijo a pesar de poseer un sistema de marcas que permitiría establecer un orden de palabras libre. Además, algunas lenguas de orden libre, como ciertas variedades del Datooga, combinan un orden de palabras libre con una ausencia de distinción morfológica entre los argumentos.
Es tipológicamente más común que los sujetos con un alto grado de animación sean topicales a que lo sean los elementos sobre los que recae la acción y que tienen un grado de animación bajo. Esta tendencia se da incluso en lenguas con un orden de palabras libre. Existe estadísticamente una predisposición por el orden SO (o OS en el caso de los sistemas ergativos aunque estos no suelan alcanzar los grados de animación más altos y a menudo dejen lugar a una especie de sistema nominativo, al menos en el caso del sistema pronominal).
La mayoría de las lenguas que poseen una cantidad importante de marcas morfológicas presentan un orden de palabras bastante flexible. Ejemplos de ello son el turco, el latín, el portugués, el griego antiguo y moderno, el rumano, el húngaro, el lituano, el serbocroata, el ruso (en las oraciones intransitivas) y el finés. Aun así, sigue siendo posible identificar un orden canónico en algunos de esos idiomas. En otros, sin embargo, no existe esta posibilidad. Cuando el orden de palabras es libre, se pueden emplear diferentes órdenes de palabras para facilitar la identificación del tema y del rema.

### Húngaro
En húngaro, el orden de palabras de la oración se modifica en función de la intención comunicativa del hablante. El orden de palabras del húngaro no es libre en el sentido de que debe reflejar la estructura informativa de la oración: debe diferenciar la parte enfática que contiene nueva información del resto de la oración, la cual aporta poca o ninguna información nueva.
En una oración en húngaro, el foco se sitúa justo delante del verbo, es decir, no puede haber ningún elemento que separe la parte enfática de la oración y el verbo.
Así, para Kati comió un trozo de tarta existen diferentes posibilidades:
- Kati megevett egy szelet tortát. (mismo orden que en español) ‘Kati comió un trozo de tarta’
- Egy szelet tortát Kati evett meg. (énfasis sobre el agente, Kati) ‘Un trozo de tarta Kati comió’ (Uno de los trozos de tarta fue comido por Kati)
- Kati evett meg egy szelet tortát. (también énfasis sobre el agente [Kati]) ‘Kati comió un trozo de tarta’ (Kati fue la persona que se comió un trozo de tarta)
- Kati egy szelet tortát evett meg. (énfasis sobre el objeto [tarta]) ‘Kati un trozo de tarta comió’ (Kati comió un trozo de tarta [cf. no un trozo de pan])
- Egy szelet tortát evett meg Kati.(énfasis sobre el número [un trozo, es decir, solo un trozo]) ‘Un trozo de tarta comió Kati’ (Solo un trozo de tarta fue comido por Kati)
- Megevett egy szelet tortát Kati.(énfasis sobre la finalización de la acción) ‘Comió un trozo de tarta Kati’ (Un trozo de tarta había sido acabado por Kati)
- Megevett Kati egy szelet tortát.(énfasis sobre la finalización de la acción) ‘Comió Kati un trozo de tarta’ (Kati acabó un trozo de tarta)

La única libertad con respecto al orden de palabras que puede darse en húngaro es la posibilidad de cambiar libremente el orden de las partes que no sean el foco o el verbo sin que varíe el foco comunicativo de la oración. Ejemplo de esto son las oraciones 2 y 3 y las oraciones 6 y 7. Estos pares de oraciones poseen la misma estructura informativa e intención comunicativa porque la parte que está justo delante del verbo no se modifica.
Obsérvese que se puede enfatizar la acción en sí (el verbo) como en los ejemplos 1, 6 y 7 o partes diferentes a la acción (al verbo) como en las oraciones 2, 3, 4 y 5. En el caso de que no se enfatice el verbo y de que este tenga una partícula verbal (en el ejemplo anterior meg), la partícula se separa del verbo y se coloca inmediatamente detrás de él. Obsérvese también que el enclítico t marca el objeto directo: torta (tarta) + t = tortat.

### Portugués
Los pronombres clíticos y las comas permiten que en portugués se puedan dar muchos órdenes diferentes:
- Eu vou entregar para você amanhã. ‘Yo voy a entregar a ti mañana’ (mismo orden que en inglés: I will deliver to you tomorrow.)
- Entregarei para você amanhã. ‘(Yo) voy a entregar a ti mañana’
- Eu lhe entregarei amanhã. ‘Yo a ti voy a entregar mañana’
- Entregar-lhe-ei amanhã. ‘A entregar a ti voy mañana’ (mesoclisis)
- A si, eu entregarei amanhã. ‘A ti yo voy a entregar mañana’
- A si, entregarei amanhã. ‘A ti a entregar voy mañana’
- Amanhã, entregarei para você. ‘Mañana voy a entregar a ti’
- Poderia entregar, eu, a você amanhã? ‘¿Podría entregar yo a ti mañana?’

En los ejemplos se emplean paréntesis para indicar los pronombres de sujeto omitidos, los cuales en portugués pueden estar implícitos. La persona gramatical se recupera gracias a la conjugación.

### Latín
En latín, las terminaciones de los sustantivos, verbos, adjetivos y pronombres permiten un orden de palabras extremadamente flexible en la mayoría de los casos. El latín no tiene artículos.
En una oración en latín, el sujeto, el verbo y el objeto pueden colocarse en cualquier posición. Aun así, lo más común es encontrar el verbo en posición final (en especial en las oraciones subordinadas). Factores pragmáticos, como el tópico o el foco, juegan un papel importante a la hora de decidir el orden. De este modo, cada una de las oraciones siguientes responde a una pregunta diferente:
- Romulus Romam condidit. ‘Rómulo fundó Roma’ (¿Qué hizo Rómulo?)
- Hanc urbem condidit Romulus. ‘Rómulo fundó esta ciudad’ (¿Quién fundó esta ciudad?)
- Condidit Romam Romulus. ‘Rómulo fundó Roma’ (¿Qué pasó?)

Los textos en prosa en latín suelen presentar el siguiente orden: sujeto, objeto directo, objeto indirecto, adverbio, verbo. Sin embargo, este esquema es más una recomendación que una regla. En la mayoría de los casos, los adjetivos se colocan detrás del sustantivo al que modifican pero algunas categorías, como las que determinan o especifican (por ejemplo, Via Appia ‘Vía Apia’) suelen ir después del sustantivo. Al escribir poesía en latín clásico, los poetas se distanciaban del orden de palabras habitual para lograr la escansión deseada.

### Albanés
En Albanés, la presencia de casos gramaticales (nominativo, genitivo, dativo, acusativo, ablativo y, en algunos casos o dialectos, vocativo y locativo) en sustantivos, pronombres y adjetivos, hace posible la existencia de una gran cantidad de combinaciones de palabras. En el lenguaje oral, el uso de un orden de palabras diferente al más habitual, SVO, ayuda al hablante a poner énfasis en una palabra aunque esto modifique parcialmente el mensaje emitido. Por ejemplo:
- Marku më dha një dhuratë (mua). ‘Mark (me) dio un regalo a mí, (oración narrativa neutral)
- Marku (mua) më dha një dhuratë. ‘Mark a mi (me) dio un regalo’, (énfasis sobre el objeto indirecto, probablemente para comparar el efecto del verbo sobre otras personas gramaticales)
- Marku një dhuratë më dha (mua). ‘Mark un regalo (me) dio a mí’ (significa que Mark le dio a ella solo un regalo y no otra cosa o más regalos)
- Marku një dhuratë (mua) më dha. ‘Mark un regalo a mí (me) dio’ (significa que Mark le dio un regalo solo a ella)
- Më dha Marku një dhuratë (mua). ‘Dio Mark a mí un regalo’ (oración neutral que enfatiza en menor medida el sujeto)
- Më dha një dhuratë Marku (mua). ‘Dio un regalo a mi Mark’ (probablemente se expresa la causa de un acontecimiento que se introducirá más adelante)
- Më dha (mua) Marku një dhurate. ‘Dio a mi Mark un regalo’ (igual que en la oración anterior)
- Më dha një dhuratë mua Marku. ‘Me dio un regalo a mi Mark’ (pone énfasis en el hecho de que el receptor es ella y no otra persona)
- Një dhuratë më dha Marku (mua). ‘Un regalo dio Mark a mí’ (expresa que fue un regalo y otra cosa)
- Një dhuratë Marku më dha (mua). ‘Un regalo Mark dio a mí’ (pone énfasis en el hecho de que ella obtuvo el regalo y que otra persona recibió otras cosas)
- Një dhuratë (mua) më dha Marku. ‘Un regalo a mí dio Mark’ (sin especial énfasis, pero puede emplearse para enumerar diferentes acciones realizadas por sujetos diferentes)
- Një dhuratë (mua) Marku më dha. ‘Un regalo para me Mark (me) dio’ (recuerda que ella recibió al menos un regalo de parte de Mark)
- Mua më dha Marku një dhuratë. ‘A mí (me) dio Mark un regalo’ (se emplea para expresar que Mark dio algo diferente a otras personas)
- Mua një dhuratë më dha Marku. ‘A mí un regalo (me) dio Mark’ (énfasis sobre a mi y sobre el hecho de que era un regalo, solo un regalo o algo diferente a lo habitual)
- Mua Marku një dhuratë më dha. ‘A mí Mark un regalo (me) dio’ (Mark le dio a ella solo un regalo)
- Mua Marku më dha një dhuratë. ‘A mí Mark (me) dio un regalo’ (pone el énfasis en Mark, es probable que el resto de personas no le dieran un regalo sino otra cosa o que ella no esperaba para nada el regalo)

En los ejemplos que acabamos de mencionar puede omitirse (mua), lo cual acarrearía un cambio perceptible en el énfasis. El resultado tendría una intensidad diferente. El verbo se coloca inmediatamente después de më. Así, una oración compuesta por un sujeto, un verbo y dos objetos (uno directo y otro indirecto) puede expresarse de seis maneras diferentes sin emplear mua y de veinticuatro maneras diferentes empleando mua, es decir, existen treinta combinaciones posibles.

### Lenguas indoarias
El orden de palabras de muchas lenguas indoarias puede variar según las intenciones específicas del hablante. Para facilitar esta tarea, estas lenguas suelen emplear los sufijos flexivos convenientes. Obsérvense estos ejemplos en bengalí:
- আমি ওটা জানি না। ‘Yo que no sé’ (oración típica, neutral)
- আমি জানি না ওটা। ‘Yo no sé eso’ (énfasis general en lo que no se sabe)
- ওটা আমি জানি না। ‘Que yo no sé’ (inquietud por lo que no se sabe)
- ওটা জানি না আমি। ‘Que no sé yo’ (énfasis general en la persona que no sabe)
- জানি না আমি ওটা। ‘No sé yo eso’ (inquietud por la persona que no sabe)
- * জানি না ওটা আমি। *‘No sé eso yo’ (en desuso)

## Otros temas
En muchos idiomas, las variaciones en el orden de palabras se producen debido a la tematización o en las preguntas. Sin embargo, se asume generalmente que la mayoría de las lenguas poseen un orden de palabras básico. Es el denominado orden no marcado. Otros órdenes, los marcados, pueden emplearse para enfatizar un elemento de la oración, para indicar la modalidad (por ejemplo, interrogativa) o con otros fines.
El inglés, por ejemplo, es una lengua SVO (sujeto-verbo-objeto) como se observa en la oración I don't know that — ‘yo no sé eso’— pero puede seguir también el esquema OSV: That I don't know. ‘Eso no lo sé’ Este proceso recibe el nombre de anteposición del tópico (o tematización) y es común. En inglés, el orden OSV es un orden marcado ya que enfatiza el objeto y suele ir acompañado de un cambio de entonación.
He aquí un ejemplo del orden OSV utilizado para enfatizar:
A: I can't see Alice. ‘Yo no puedo ver a Alice’ (SVO)
B: What about Bill? ‘¿Qué sobre Bill?’
A: Bill I can see. ‘Bill yo puedo ver’ (OSV, en vez de I can see Bill, SVO)
En textos poéticos en inglés se pueden encontrar órdenes de palabras no convencionales, en particular con términos arcaicos o románticos como en la expresión nupcial With this ring, I thee wed — ‘con este anillo, yo a ti caso’—  (SOV) o Thee I love —‘a ti yo quiero’— (OSV), como en muchas otras lenguas.

### Traducción
Las diferencias en el orden de palabras dificultan la traducción y la enseñanza de lenguas. No solo hay que cambiar cada una de las palabras sino que también hay que modificar el orden. Esta tarea se puede simplificar traduciendo primero y reordenando la oración después, a modo de glosa interlineal, o reordenando las palabras antes de iniciar la traducción.

## Lectura complementaria
- A collection of papers on word order by a leading scholar, some downloadable
- Basic word order in English clearly illustrated with examples.
- Language Universals and Linguistic Typology: Syntax and Morphology –  Bernard Comrie (1981) – this is the authoritative introduction to word order and related subjects.
- Order of Subject, Object, and Verb (PDF) A basic overview of word order variations across languages.
- Haugan, Jens Old Norse Word Order and Information Structure.  Norwegian University of Science and Technology. 2001 ISBN 82-471-5060-3
- Song, Jae Jung (2012) Word order. Cambridge: Cambridge University Press. ISBN 978-0-521-87214-0 & ISBN 978-0-521-69312-7